# Próżnia bardzo wysoka UHV
Bardzo wysoka próżnia (Ultra High Vacuum) to przedział próżni, w którym ciśnienie resztkowe wynosi od ~10−7 do ~10−12 mbar (odpowiednio ~7,5·10−8 do ~7,5·10−12 Tr lub ~10−5 do ~10−10 Pa). UHV wymaga użycia specjalnych materiałów zarówno do budowy komory, jak i urządzeń używanych we wnętrzu (najczęściej komora jest z wysokiej jakości stali szlachetnej).
W UHV średnia droga swobodna cząsteczki wynosi od 1 km do 100 000 km. Cząsteczki wielokrotnie zderzą się ze ściankami komory zanim zderzą się ze sobą. Liczba uderzeń cząsteczek przez 1 sekundę na 1 cm2 wynosi odpowiednio od 1013 do 108, co pozwala przeprowadzić wiele pomiarów wcześniej niemożliwych z powodu szybkiego zanieczyszczenia próbki.